# Trofinina
La trofinina es una proteína que en los humanos está codificada por el gen TRO.
Este gen codifica una proteína de membrana que media la adhesión celular apical entre las células trofoblásticas y las células epiteliales luminales del endometrio y se encuentra implicado en la unión inicial durante el proceso de implantación del embrión. Está relacionado con la familia de genes MAGED por similitud de secuencia y ubicación cromosómica. Se han encontrado múltiples variantes de transcripción empalmadas alternativamente para este gen; sin embargo, no se ha definido la naturaleza completa de algunas variantes.